# روبن ميلر
روبن ميلر (بالإنجليزية: Robin Miller)‏ هو صحفي أمريكي، ولد في 27 أكتوبر 1949.